# Yuliya Martisova
Yuliya Viktorovna Martisova (também Julia Martisova, em russo:  Юлия Викторовна Мартисова; nascida em 15 de junho de 1976) é uma ciclista profissional russa. Ela concedeu dois títulos de campeã da Rússia (2005 e 2008) na prova de estrada feminina e, mais tarde, representou o seu país, Rússia, nos Jogos Olímpicos de Verão de 2008, terminando na décima segunda posição.

## Carreira
Desde a sua estreia profissional em 2000, Martisova fez as manchetes em todo o mundo na sua carreira esportiva, seguindo seu tremendo sucesso na prova de estrada feminina no campeonato russo de 2005. Com esses fortes resultados, Martisova conseguiu seu lugar na equipe de ciclismo P.M.B. Fenix da Itália, sob um contrato exclusivo de três anos, e, eventualmente, acrescentou outro título em sua carreira a partir da sétima etapa do Tour De L'Aude Cycliste Féminin, em Languedoque-Rossilhão, na França. Quando seu contrato com a Fenix expirou no prazo, Martisova juntou-se à equipe profissional Gauss RDZ-Ormu em 2008, e permaneceu por quatro temporadas consecutivas.
Martisova qualificou-se para o pelotão russo na prova de estrada feminina nos Jogos Olímpicos de Verão de 2008 em Pequim, ao receber uma das três vagas disponíveis da nação ancorados pela Copa do Mundo UCI.
Ela fez sua carreira progredir, décimo segundo lugar como a melhor ciclista russa em uma corrida esgotante contra sessenta e cinco outras atletas em 3:32:45, terminando mais de vinte e um segundos atrás da campeã olímpica Nicole Cooke do Reino Unido.
No Campeonato Mundial de Ciclismo de Estrada da UCI de 2011, Martisova poderia não perseguir as outras quatro ciclistas do grupo líder na última volta, como ela correu em direção à linha de chegada com um esforço de quinto lugar em 03:21:28, por pouco, perdendo o pódio por uma curta distância.
Em 2012, Martisova renunciou à sua filiação em Gauss e em vez disso, assinou um contrato de exclusividade de um ano com a equipe italiana de ciclismo BePink (para senhoras).